# ジャーマン・ロングヘアード・ポインター
ジャーマン・ロングヘアード・ポインター（英：German Long-haired Pointer）は、ドイツ原産のポインター犬種の一つである。ドイツ名はドイチャー・ラングハーリガー・フォルシュテフンド（英：Deutscher Langhaariger Vorstehund）。

## 歴史
ドイツ原産のポインター犬種の中では、最も新しい犬種である。19世紀後半にジャーマン・ショートヘアード・ポインターよりも更に足が速く、且つ悪天候にも強い美しいロングコートを持つ犬種を目指して作出された。ジャーマン・ショートヘアード・ポインターにイングリッシュ・ポインター、アイリッシュ・セッター、ゴードン・セッターなどを交配させて作り出された。その結果、走る速さこそショートヘアードとあまり変わらないが、雨や雪、冬の寒さに対抗できる防寒性を得ることが出来た。
他のジャーマン・ポインター種と同じく、獲物のにおいを追跡してポイントを行い、それをもとに主人が撃ち倒したら、撃たれた獲物を回収して持ってくるのが本種の仕事である。ロングヘアードはウズラから大型の哺乳類まで、様々な動物の追跡を行なうことが出来る。又、訓練を行なうことにより、ポインティングでなくセッティングをさせることも可能である。
ドッグショーにも多く用いられるが、もとから希少な犬種のため、ドイツ国外ではあまり一般的な犬種ではない。第二次世界大戦が起こった際には愛好家の手を介して原産地外へ疎開し、何とか生き残ることが出来た。
現在は実猟犬としてよりも、ショードッグとして多く飼育されている。比較的珍しい犬種ではあるが、日本でも数年に一度国内で仔犬が生まれ、国内登録が行われる。

## 特徴
優雅なロングコートを纏ったポインター犬種である。耳や尾にも飾り毛がある。毛色はレバーの単色若しくはレバー・アンド・ホワイト。このコートは二重構造になっていて対天候性・防寒性が高いが、その分暑さには弱い。引き締まった体つきでマズル・脚・胴・尾が長い。耳は垂れ耳、尾はサーベル形の垂れ尾だが、実猟に使われる犬は時に短く断尾されることもある。体高60〜70cm、体重27〜32kgの大型犬で、性格は温和で家族に優しい。粘り強さと真面目さを持ち、主人家族に喜んでもらうためには いかなる努力も惜しまない。泳ぐことも得意で、水上に落ちた獲物やおもちゃを取ることも得意である。運動量は多く、ペットとして飼う際には長めの散歩が必要である。かかりやすい病気は股関節形成不全や関節疾患などがある。